# Hans-Emil Schuster
Pour les articles homonymes, voir Schuster.
Hans-Emil Schuster, né le 19 septembre 1934, à Hambourg, en Allemagne, est un astronome allemand (en retraite depuis octobre 1991). Il travaillait à l'observatoire de Hambourg à Bergedorf et à l'observatoire européen austral (ESO) et fut directeur gestionnaire de l'observatoire de La Silla. Depuis 1982, il est marié avec Rosemarie Schuster née von Holt (28 mars 1935 - 18 septembre 2006)

## Biographie
Hans-Emil Schuster découvre la comète périodique 106P/Schuster. Il découvre également la comète C/1976 D2 (Schuster) (à l'époque désignée 1975 II ou 1976c), remarquable par son très grand périhélie, égal à 6,88 unités astronomiques, la plus importante jamais observée à l'époque.
Il découvre vingt-cinq astéroïdes, dont notamment l'astéroïde Apollon (2329) Orthos et les astéroïdes Amor (2608) Sénèque, (3271) Ul, (3288) Séleucos et (3908) Nyx. En 1978, il observe l'astéroïde géocroiseur (161989) Cacus, qui est ensuite perdu et retrouvé seulement en 2003.
Schuster participe à la recherche, à la sélection et aux tests des sites des deux observatoires de l'ESO : l'observatoire de La Silla et l'observatoire du Cerro Paranal (ce dernier est le site du VLT).
Il participe également à deux relevés du ciel austral effectués par l'ESO : le relevé ESO-B (Quick-Blue Survey), achevé en 1978 et qui est le premier balayage optique profond du ciel austral, et le Red Sky Survey. Les plaques photographiques sont prises avec le télescope de Schmidt de 1 m de l'ESO à La Silla.
Il codécouvre la galaxie naine du Phénix (avec Richard M. West) et, en 1976, il découvre également l'amas globulaire de l'Éridan, l'un des amas globulaires les plus éloignés du halo galactique. En 1980, il découvre une supernova dans la galaxie NGC 1255. Cependant, la Spirale Schuster (galaxie naine de l'Horloge) n'est pas nommée d'après lui, mais d'après un autre Schuster[Qui ?].
L'astéroïde (2018) Schuster porte son nom. Le 21 octobre 2011, il est décoré de l'ordre Bernardo O'Higgins, grade de commandeur, pour ses contributions importantes de l'astronomie chilienne.

## Liste des astéroïdes découverts
| (2105) Gudy           | 29 février 1976   |
| (2234) Schmadel       | 27 avril 1977     |
| (2275) Cuitláhuac     | 16 juin 1979      |
| (2329) Orthos         | 19 novembre 1976  |
| (2608) Sénèque        | 7 février 1978    |
| (3266) Bernardus      | 11 août 1978      |
| (3271) Ul             | 14 septembre 1982 |
| (3288) Séleucos       | 28 février 1982   |
| (3398) Stättmayer     | 10 août 1978      |
| (3496) Arieso         | 5 septembre 1977  |
| (3908) Nyx            | 6 août 1980       |
| (4761) Urrutia        | 27 août 1981      |
| (6163) Reimers        | 16 mars 1977      |
| (6261) Chioné         | 30 novembre 1976  |
| (6847) Kunz-Hallstein | 5 septembre 1977  |
| (7215) Gerhard        | 16 mars 1977      |
| (10454) Vallenar      | 9 juillet 1978    |
| (10669) Herfordia     | 16 mars 1977      |
| (11001) Andrewulff    | 16 juin 1979      |
| (11789) Kempowski     | 5 septembre 1977  |
| (12211) Arnoschmidt   | 28 mai 1981       |
| (26074) Carlwirtz     | 8 octobre 1977    |
| (46514) Lasswitz      | 15 mai 1977       |
| (73640) Biermann      | 5 septembre 1977  |
| (161989) Cacus        | 8 février 1978    |